# Balázs Kiss (athlétisme)
Balázs Kiss (né le 21 mars 1972 à Veszprém) est un ancien athlète hongrois, spécialiste du lancer du marteau.
Champion olympique en 1996, il remporte les Universiades en 1995 et en 1997. Deuxième aux Championnats d'Europe de 1998, il met un terme à sa carrière en juillet 2004.
Son meilleur lancer est de 83,00 m à Saint-Denis en juin 1998.

## Palmarès

### Jeux olympiques d'été
- Athlétisme aux Jeux olympiques de 1996 à Atlanta,  États-Unis
  -  Médaille d'or du lancer du marteau

### Championnats d'Europe d'athlétisme
- Championnats d'Europe d'athlétisme 1998 à Budapest,  Hongrie
  -  Médaille d'argent du lancer du marteau

### Championnats d'Europe junior d'athlétisme
- Championnats d'Europe junior d'athlétisme 1991 à Thessalonique,  Grèce
  -  Médaille de bronze du lancer du marteau